# Kleine Langschwänzige Schmalfuß-Beutelmaus

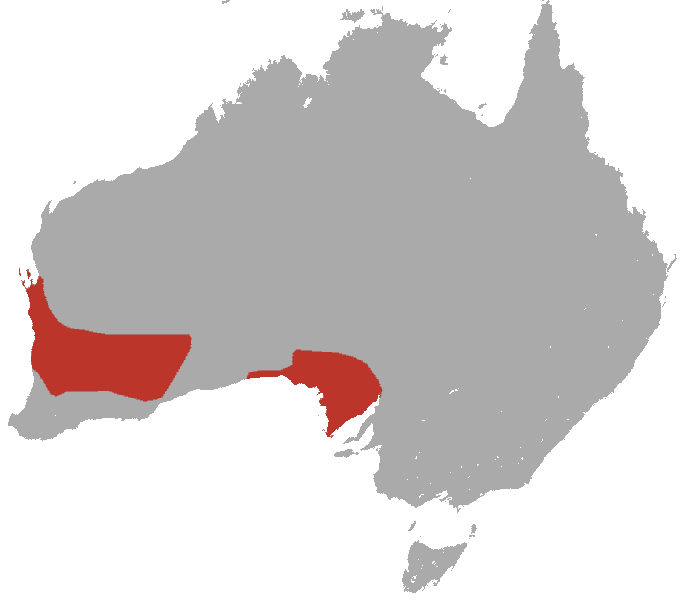
Verbreitungskarte von Sminthopsis dolichura

Die Kleine Langschwänzige Schmalfuß-Beutelmaus (Sminthopsis dolichura) ist eine Beutelsäugerart aus der Gattung der Schmalfuß-Beutelmäuse.

## Beschreibung
Die Länge der Art variiert zwischen 150 und 200 Millimetern, wobei der Schwanz deutlich länger als der Körper ist und 85 bis 105 Millimeter der Gesamtlänge ausmacht. Das Gewicht beträgt 10 bis 20 Gramm.

## Verbreitung und Lebensraum
Die Art besiedelt zwei getrennte Areale. Das eine Verbreitungsgebiet liegt in Western Australia an der Nordwestküste, der Südwestküste und der westlichen Hochebene. Das andere Verbreitungsgebiet liegt in South Australia, es erstreckt sich von der Großen Australischen Bucht ab der Nullarbor-Wüste bis zur Eyre-Halbinsel westlich von Port Augusta.
Der bevorzugte Lebensraum sind Wälder, halbtrockene Waldländer, Mallee, Buschwerk und offene Heidevegetation.

## Lebensweise und Fortpflanzung
Die Kleine Langschwänzige Schmalfuß-Beutelmaus ist nachtaktiv. Die Nahrung dieser Art besteht hauptsächlich aus Insekten, es werden aber auch kleine Reptilien, Amphibien und Säugetiere verzehrt.
Die Männchen besetzen große Reviere, die von Saison zu Saison wechseln. Die Weibchen pflanzen sich im Alter von 5 bis 8 Monaten fort, allerdings nur zwischen März und August. Die Männchen erreichen die Geschlechtsreife mit 4 bis 5 Monaten. Die Jungen werden zwischen September und Dezember geboren und wiegen bei der Geburt nur 5 Gramm. Die Lebenserwartung der Weibchen liegt bei ungefähr zwei Jahren, die Männchen überleben kaum länger als ein Jahr.

## Bedrohung
Die Kleine Langschwänzige Schmalfuß-Beutelmaus gilt als nicht bedroht. Die IUCN listet diese Art als  (=least concern – nicht gefährdet).